# Матвійчук Володимир Миколайович
Матвійчук Володимир Миколайович (нар. 29 грудня 1982) — український боксер. Бронзовий призер чемпіонату Європи (2011). Учасник команди Українські отамани у напівпрофесійній лізі WSB.

## Аматорська кар'єра

### Чемпіонат Європи 2011
- В 1/16 переміг Майкла Макдонага (Ірландія) — 16-6
- В 1/8 переміг Хуліана Жинера (Іспанія) — 20-7
- У чвертьфіналі переміг Івана Баранчика (Білорусь) — 20-16
- У півфіналі програв Доменіко Валентіно (Італія) — 14-24

### Олімпійські ігри 2016
- 1/16 фіналу. Програв Лоренсо Сотомайору (Азербайджан) 0-3

## Досягнення
- Чемпіон України (1): 2008
- Срібний призер чемпіонату України (3): 2012, 2014, 2015
- Бронзовий призер чемпіонату України (5): 2006, 2009, 2010, 2011, 2013